# Das Lied einer Nacht
Das Lied einer Nacht ist ein deutscher Spielfilm aus dem Jahre 1932.

## Handlung
Enrico Ferraro ist als Operntenor ein Star. Doch das Starleben hat nicht nur schöne Seiten. Seine Managerin hetzt ihn von Auftritt zu Auftritt und Ferraro sehnt sich nach Freizeit. Er flieht vor dem Stress in den Süden. Auf seiner Reise lernt er Koretzky kennen, der ihm verblüffend ähnlich sieht. Ferraro erkennt die Chance, sich mit der Hilfe von Koretzky seine notwendigen Auszeiten von der Opern- und Konzertbühne zu nehmen. Auch Koretzky kommt der charmante Opernsänger sehr gelegen. Koretzky verdient sein Auskommen als Heiratsschwindler, und Ferraro kann ihn beim Werben um die schöne Mathilde behilflich sein. Ferraro leiht Koretzky für ein Ständchen der Angebeteten seine Stimme. Mathilde erkennt jedoch den Schwindel und kommt dem Heiratsschwindler auf die Schliche. Jedoch kommt es zur Verwechselung und Ferraro kommt ins Gefängnis. Nur seine Stimme kann seine Unschuld beweisen und so kommt letztendlich doch Koretzky hinter Gitter, während Ferraro und Mathilde sich verlieben.

## Hintergrund
Der Film wurde in Lugano und Locarno gedreht. Die Uraufführung des Films fand am 27. Mai 1932 statt. In der englischen und französischen Version des Films (Tell Me Tonight und La chanson d'une nuit) waren ebenfalls Jan Kiepura und Magda Schneider die Hauptdarsteller.

## Kritiken
„Veralteter, nur halbwegs vergnüglicher Film, in dem sich nur einige inszenatorische Feinheiten des später berühmt gewordenen Regisseurs Anatole Litvak andeuten.“

„Der polnische Tenor Jan Kiepura gehörte zu den Protagonisten des deutschen Sängerfilms der dreißiger Jahre. Neben seinem Belcanto verfügte er auch über beträchtliche darstellerische Begabung, die Anatole Litvak in dieser vergnüglichen Romanze äußerst versiert und filmspezifisch einzusetzen verstand.“